# Объект 435
Объект 435 — советский опытный средний танк. Серийно не производился.

## История создания
Разработка танка с обозначением «Объект 435» велась в инициативном порядке в КБ-60 Завода № 75. Руководил разработкой А. А. Морозов. Целью работ было существенное улучшение тактико-технических характеристик опытного среднего танка «Объект 430». Объект 435 вызвал интерес у представителей Министерства обороны СССР, в результате, было выдано тактико-техническое задание на разработку принципиально нового танка под обозначением «Объект 432».

## Описание конструкции

### Броневой корпус и башня
Опытный средний танк «Объект 435» создан на базе другого опытного танка, носившего обозначение «Объект 430». Корпус машины сварен из стальных броневых листов. Лобовая часть корпуса имеет гомогенную броню. Башня из литой стали имеет полусферическую форму. В передней части башни имеется амбразура для установки орудия.

### Вооружение
В качестве основного вооружения использовалась 115-мм гладкоствольная танковая пушка 2А20 (заводское обозначение У-5ТС) со стабилизатором вооружения «Метель». Возимый боекомплект составлял 37 выстрелов. Дополнительно на танке был установлен 14,5-мм зенитный пулемёт КПВТ с возимым боекомплектом 300 патронов. Кроме того имелись два 7,62-мм пулемёта СГМТ, полный возимый боекомплект которых составлял 3000 патронов.

### Приборы наблюдения и связи
Для наводки орудия в «Объекте 435» был установлен прицел-дальномер ТПД-43Б. Для прицеливания в условиях плохой видимости или ночью использовался ночной прицел ТПН1. Для осуществления связи экипажа и командования в танке была установлена радиостанция Р-113.

## Сохранившиеся экземпляры
На сегодняшний день единственный сохранившийся экземпляр находится в Танковом музее в городе Кубинка.

## Объект 435 в играх
Объект 435 можно увидеть в многопользовательской игре War Thunder в советской ветке развития.